# Scrophularia clematidifolia
Scrophularia clematidifolia är en flenörtsväxtart som beskrevs av Alexander Eig. Scrophularia clematidifolia ingår i släktet flenörter, och familjen flenörtsväxter. Inga underarter finns listade i Catalogue of Life.